# Hanleya brachyplax
Hanleya brachyplax is een keverslakkensoort uit de familie van de Hanleyidae. De wetenschappelijke naam van de soort is voor het eerst geldig gepubliceerd in 2010 door Jardim & Simone.